# Raimo Sirkiä
Raimo Sirkiä (Helsínquia, 7 de Fevereiro de 1951) é um cantor de ópera (tenor) finlandês. É diretor artístico do Festival de Ópera de Savonlinna.; 

## Discografia
- Jää mun lähellein/Serenadeja 	(Fazer/Warner -84/-97)
- Opera Arias		(Ondine -92)
- Amado Mio		(Ondine -94)
- Mahler 8th Symphony		(Chandos -94)
- Valkea joulu		(Ondine -96)
- Lemmen Virtaa		(Tonus Art -97)
- Juha			(Ondine -95)
- Pohjalaisia			(Finlandia -98)
- Die Feen			(Dynamic -98)
- Oskar Merikanto-Elämälle	(Taidekeskus Salmela -99)
- Loreley			(Bis -03)
- Mare and Her Son		(Ondine -05)
- Der fliegende Holländer Video	(Amaya -89/DVD -04)

## Prêmios
- 1993: Prêmio Beniamino Gigli